# Religia în Turkmenistan
Turkmenii din Turkmenistan, ca și rudele lor din  Uzbekistan, Afghanistan, și Iran sunt musulmani. In total, Turkmenistanul ete împarțit in Muslim 89% și Ortodocși răsăriteni 9%. Majoritatea creștinilor ruși sunt Creștin Ortodocși. Ceilalti 2% răman necunoscuți. Marea majoritate a Turkmenilor se identifică singuri ca muslimi si recunosc Islamul ca o parte importantă a culturii lor. Totuși, sunt singurii care susțin o reînviere a statului prin religie acesta fiind un element al renașterii nasționale.

## Islamul și istoria sa în Turkmenistan
Islamul este pentru turkmen în primul rând, prin intermediul activităților shaykhs Sufi decât prin intermediul moscheelor și ridică tradiția scrisă a culturii sedentare. Acești shaykhs au fost oameni sfinți critici în procesul de a reconcilia credința islamică cu sistemele de credinta pre-islamice, adesea, ei fiind adoptați în "hramul sfinților" formand clanuri speciale sau grupuri tribale, devenind astfel " fondatori " lor. Reformulare a identității comune în jurul acestor idei arată cifrele pentru unul din evoluțiile foarte localizate de practici islamice din Turkmenistan.
Pentru structurile tribale turkmen tribul "sfânt" este numit övlat.Etnografii consideră övlat, din care șase sunt active, ca o formă revitalizantă al cultului strămoșesc injectat cu sufism.  Potrivit istoriei lor, fiecare trib se trage din Profetul Muhammed, prin una dintre cele patru califi. Datorită credinței lor în originea sacră și în puterile spirituale a reprezentanților övlat, turkmenul acordă acestor triburi un statut special, de sfânt. În secolele XVIII și XIX, triburile övlat se dispersează în grupuri mici, compacte, în Turkmenistan. Ei au participat și binecuvântările conferite cu privire la toate evenimentele comunale importante și a ciclurilor de viață, de asemenea, au acționat ca profesori în clanuri și triburi. Instituția de la övlat are autoritate și astăzi. Mulți dintre turkmeni venerează  puterile spirituale obținute în tribul övlat, în special în zonele rurale, nu se întamplă pentru astfel de persoane să nu fie prezente la ciclurile de sărbatori sau alte sărbători comunale.
În epoca sovietică, toate culturile religioase au fost atacate de către autoritățile comuniste ca superstiție dar și "vestigii ale trecutului." Cele mai religioase și mai respectate instruiri au fost interzise, iar marea majoritate a moscheile au fost închise. Camera musulmană a Asiei Centrală, cu un sediu la Tașkent, a fost înființată în timpul celui de al doilea război mondial pentru a supraveghea Islamului din Asia Centrală. Pentru cea mai mare parte, Consiliul de musulmani a funcționat ca un instrument de propagandă, ale căror activități au făcut puțin pentru a îmbunătăți cauza musulmanilor. Îndoctrinare Atheistă asfixiată de dezvoltarile religioase, a contribuit la izolarea turkmenilor de către partea internaționale a comunitătii musulmane. Unele obiceiuri religioase, cum ar fi înmormantarile musulmane și circumcizia masculină, au continuat să fie practicate pe parcursul perioadei sovietice, dar cele mai multe convingeri religioase, de cunoștințe, și obiceiurile s-au pastrat doar în zonele rurale în forma populara, fiind neoficiale, Islamul nefiind sancționat de Direcția Spirituală.

## Religia dupa Independență
Guvernul actual supervizează oficial Islamul printr-o structură moștenită din perioada sovietică. Camera Religioasă Musulmană a Turkmenistanilor, împreună cu cea din Uzbekistan, formează Camera Religioasă Musulmană de Mavarannahr. Camera Mavarannahr se bazează în Tashken și exercită o influență considerabilă prin numirile liderilor religioși din Turkmenistan. Organul de conducere a judecătorilor Islamici (Kaziat) este înregistrat de Ministerul de Justiție al Turkmenistanului, precum și un consiliu al afacerilor religioase în cadrul Cabinetului de Miniștri, monitorizează activitățile clerului. Persoanele care doresc să devină membri ai clerului oficial trebuie să participe la sărbatorile religioase oficiale; câțiva, însă, pot dovedi pur și simplu prin luarea unui examen. Din 1990, au fost făcute eforturi pentru a recâștige o parte din patrimoniul cultural pierdut sub dominația sovietică. Președintele Niyazov a ordonat ca principiile de bază islamice fi predate în școlile publice. Multe instituții religioase, inclusiv școli religioase și moschei au apărut, multe cu sprijin din Arabia Saudită, Kuweit, și Turcia. Orele religioase sunt ținute în școli și moschei, prin instrucțiuni in limba arabă, Coranul (Coran) și hadith, și istoria islamului. Guvernul Turkmenistanului, susține natura seculară prin sprijinul său la libertatea de credință religioasă, așa cum sunt ele în Legea din 1991 privind libertatea de conștiință a Organizațiilor Religioase din Republica Socialistă Sovietică turkmenă și instituționalizată în constituția din 1992. Acest document garantează separarea bisericii de stat; înlătură, temeiul juridic pentru Islam, să joace un rol în viața politică, prin interzicerea prozelitismului, diseminarea "neoficială" a literatura religioasă, discriminarea bazată pe religie, și formarea de partide politice religioase . În plus, guvernul își rezervă dreptul de a numi și demite pe oricine care predă chestiuni religioase sau care este un membru al clerului. Odată cu independența, conducerea islamică din Turkmenistan a fost mai întărită, dar în mare parte încă răspunde controlului guvernamental. Oficial organul de conducere al judecătoriilor religioase a oferit sprijinul său oficial, președintelui Niazov, la alegerile din iunie 1992.
Pe de altă parte, unii lideri musulmani se opun conceptului secular al guvernului, în special  unui guvern controlat de foștii comuniști. Unii lideri oficiale și profesorii, care lucrează în afara structurii oficiale, au promis pentru să sporească cunoștințele populației Islamului, creșterea rolului Islamului în societate, și să extindă respectarea principiilor ei. Alarmat de faptul că astfel, activiștii ar putea agrava tensiunile dintre suniți, șiiți și alienezi mai ales slavii ortodocși, guvernul a elaborat planuri pentru a ridica Consiliului de Afaceri religioase la statutul de minister printr-un efort de a reglementa mai strans activitațile religioase.

## Alte religii

### Creștinismul
Protestanții sunt mai puțin de 1% din populația din Turkmenistan. Există, de asemenea, foarte puțini catolici în țară - în jur de 50 în total.

### Hinduismul
Hinduism a fost răspandit în Turkmenistan de misionari Hare Krishna. Hare Krishna sunt o comunitate minoritară în Turkmenistan. Multi dintre cei 600 de indieni din Turkmenistan sunt hinduși.

### Credința Baha'i
Credinta Baha'i în Turkmenistan începe înainte de înaintarile ruse în regiune, atunci când zona a fost sub influența Persiei. În 1887 o comunitate de Baha'i refugiați, din cauza violenței religioase în Persia, au facut un centru religios în Ashgabat. La scurt timp după aceea, în 1894,  Rusia preia Turkmenistanul ca parte din Imperiului Rus. În timp ce credința Baha'i se răspandea în Imperiul Rus, a atras atenția savanților și artiștilor, comunitățile Baha'i din Ashgabat construiesc primul lăcaș de cult Baha'i, ales unul dintre primele instituții administrative locale Baha'i și a devenit centru de învățătură. Totuși, în timpul perioadei sovietice persecuțiile religioase asupra comunității Baha'i fac ca aceasta să dispară - cu toate acestea Bahá'í în anumite regiuni din anii 1950 s-au identificat incă indivizi aderă la această religie. După dizolvarea Uniunii Sovietice la sfârșitul anului 1991, comunitățile Baha'i și organele lor administrative au început să se dezvolte în națiunile din fosta Uniune Sovietică. În 1994, Turkmenistan ales propria Adunarea Națională Spirituală. Cu toate acestea, legile adoptate în 1995, în Turkmenistan este necesar ca pentru fiecare localitate sa fie înregistrați 500 de adulți dar nici o comunitate Baha'i din Turkmenistan nu ar putea îndeplini această cerință. Începând din 2007, această religie nu a reușít sa strangă numărul minim de aderenți iar persoanelor fizice le-au fost percheziționate casele pentru găsirea literaturii Baha'i.

## Libertatea de religie
Libertatea de religie este garantată de articolul 11 din Constituția din Turkmenistan. Cu toate acestea, ca și alte drepturi ale omului practic, nu există. Anterior Fostul președinte Saparmurat Niyazov scrierile spirituale, Ruhnama, este impusă tuturor comunităților religioase. Potrivit Forumului 18, în ciuda presiunii internaționale, autoritățile reprimă sever asupra tuturor grupurilor religioase, precum și cadrului juridic, încat mulți preferă să existe în subteran decât să treacă prin toate obstacole oficiale. Aderenți creștinismului protestant sunt afectați în plus, față de grupuri cum ar fi Martorii lui Iehova, Baha'i, Hare Krishna. Martorii lui Iehova au fost închiși și au suferit din cauza bătăilor, acestea pentru ai faci conștiincioși.